# Retenční nádrž Ořech
Retenční nádrž Ořech (RN Ořech) je vodní nádrž o ploše 1,00 ha nacházející se v městské části Praha 13 na katastrálním území Řeporyje v nadmořské výšce 312 m ve vzdálenosti asi 460 metrů vzdušnou čarou severně od Pražského okruhu (dálnice D0). Tato průtočná retenční nádrž byla vybudována na Ořešském potoce v 80. letech 20. století právě při výstavbě Pražského okruhu a jejím účelem je zachycovat nárazové srážky nebo případné ekologické havárie spojené s provozem této dálnice D0.

## Historie

### Vznik a účel RN
V souvislosti s výstavbou obchvatu silnice H1 – Novořeporyjská v 80. letech 20. století byla zbudována RN Ořech, jejímž primárním cílem je zachycování nárazových dešťových srážek z území v povodí Ořešského potoka. Nádrž slouží též jako ekologický ochranný prvek pro případné zachycení nečekaných ekologických havárií vzniklých v souvislosti s provozem na silnici H1. Voda vyskytující se v oblasti křižovatky ulice Ořešská a Pražského okruhu (exit 19) je sváděna dvěma rameny, jež spolu vytváří Ořešský potok. Ten pokračuje od zmíněné křižovatky přibližně severovýchodním směrem a zhruba po 1 km napájí retenční nádrž. Výpustným zařízením na hrázi nádrže pak voda pokračuje cca 250 metrů (stále přibližně severovýchodním směrem) do rybníčku Bubec (301 m n. m.) a odtud pak odtéká (pod viaduktem trati) jako pravostranný přítok Dalejského potoka.
RN Ořech je přibližně trojúhelníkovitého tvaru, jednu jeho „odvěsnu“ na severovýchodní straně vytváří sypaná pevná 2,5 metru vysoká příčná hráz o délce asi 90 metrů, která je opevněna polovegetačními panely a zpevněnými svahy břehů.

### Revitalizace RN
V rámci revitlizace RN Ořech v roce 2008 došlo k odbahnění nádrže a opravě vypouštěcího zařízení (sdružený objekt). Značně poškozený betonový sdružený objekt byl zasanován, dostal novou ocelovou lávku a hradítka a následně byl celý objekt natřen zeleným nátěrem. Na březích nádrže byla v souvislosti s opravami provedena výsadba většího množství vhodných mladých stromů a keřů. Na hrázi nádrže byla založena dubová alej, jak je to zvykem například u třeboňských rybníků. Investorem revitalizace bylo Hlavní město Praha – Odbor městské zeleně a odpadového hospodářství MHMP a akce si vyžádala 4,8 milionů Kč. Projektantem byla firma Vodní díla TBD, a. s. a dodavatelem Lesy hl. m. Prahy – Středisko vodní toky.

## Flora a fauna

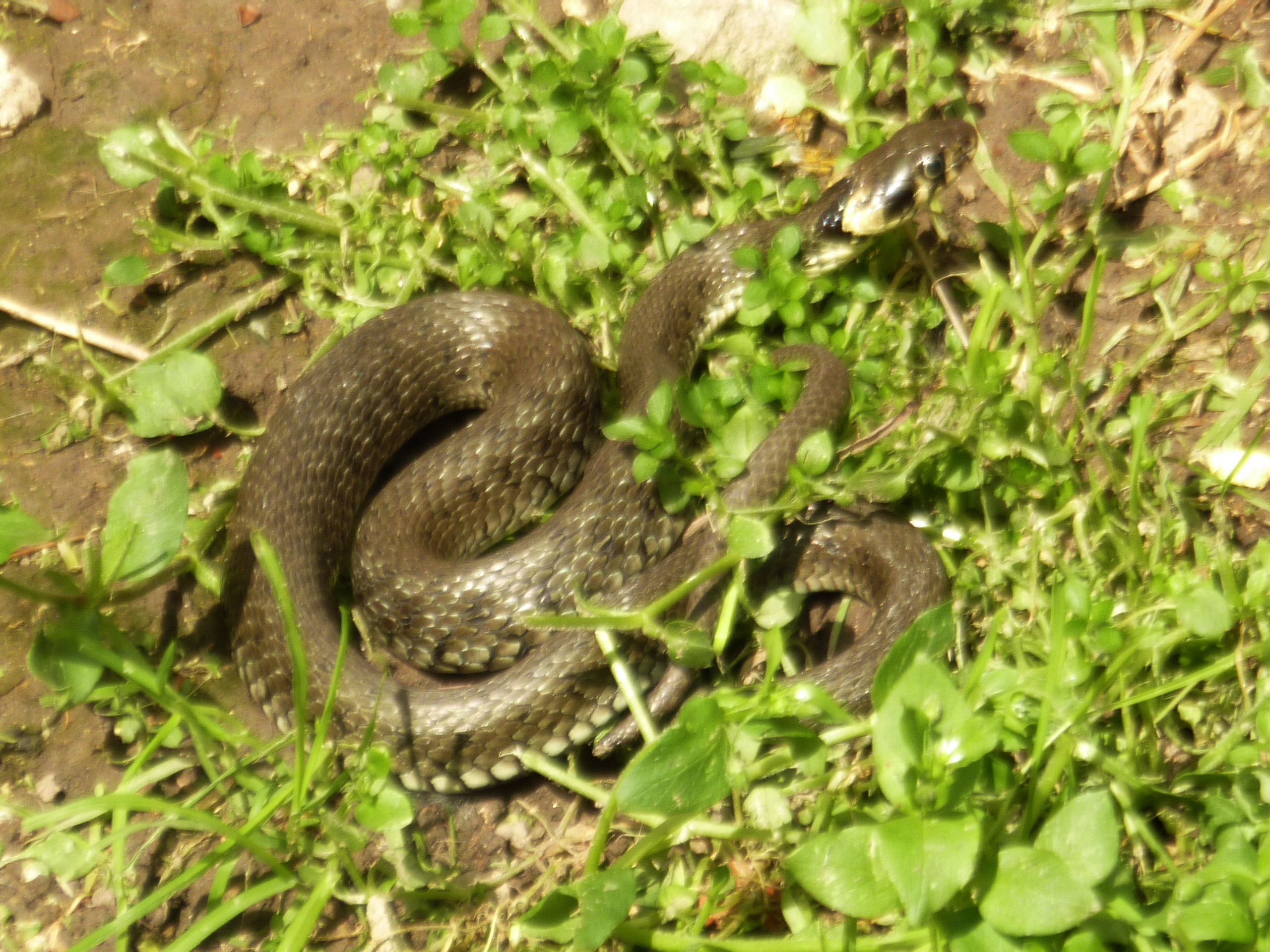
Užovka obojková (Natrix natrix) – Ilustrační foto

Kromě vlastní hráze jsou ostatní dvě strany nádrže (druhá „odvěsna“ dlouhá cca 140 m a „přepona“ o délce cca 160 m) na březích porostlé rozsáhlou mokřadní vegetací (orobinec, ostřice, rákos) doplněnou hustě rostoucími keři a stromy. Okolí RN Ořech podporuje výskyt vodních ptáků:
- lyska černá (Fulica atra),
- potápka malá (Tachybaptus ruficollis) a
- slípka zelenonohá (Gallinula chloropus).

Opeřenci na RN Ořech (ilustrační fotografie)
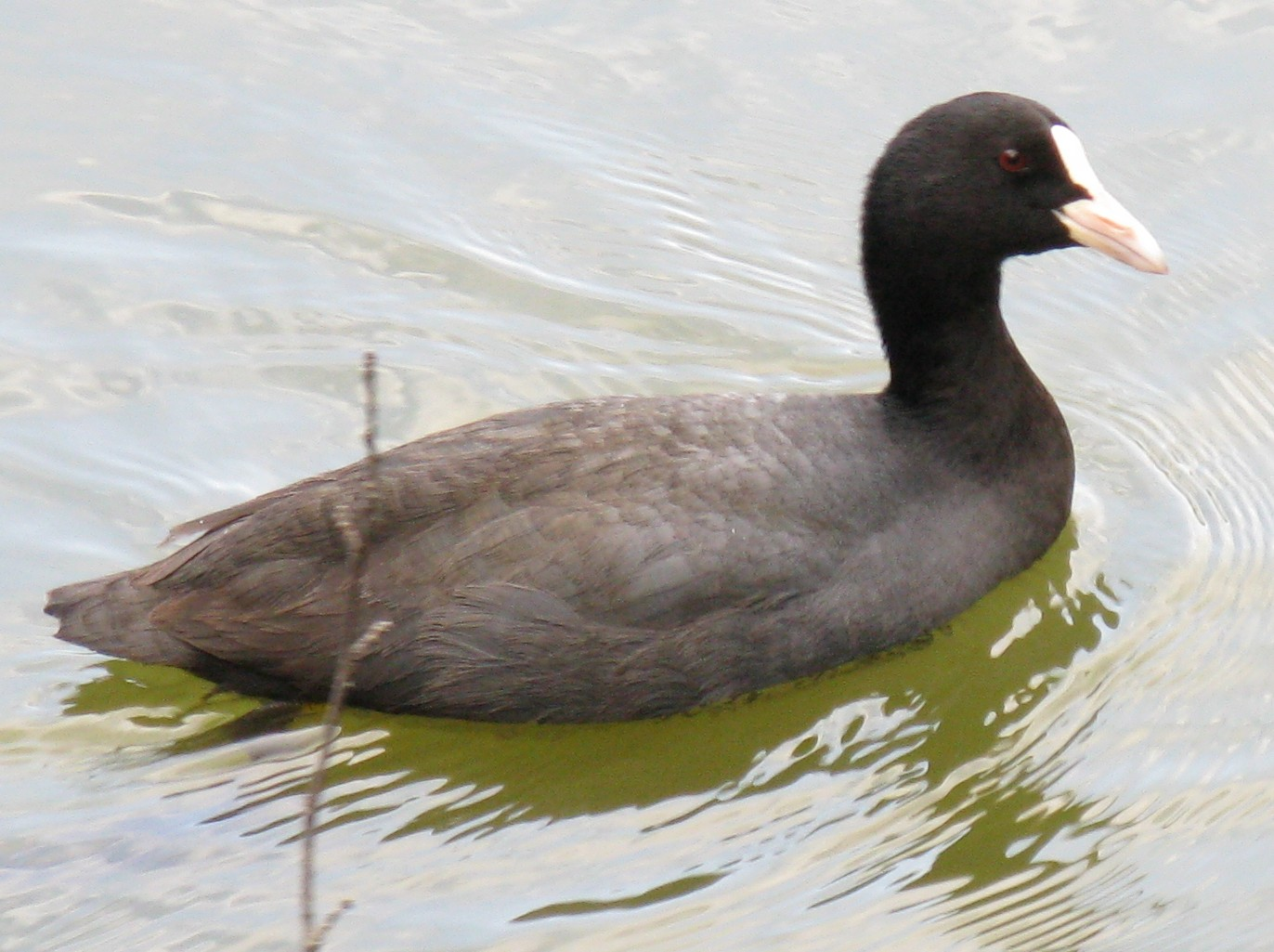
Lyska černá (Fulica atra)
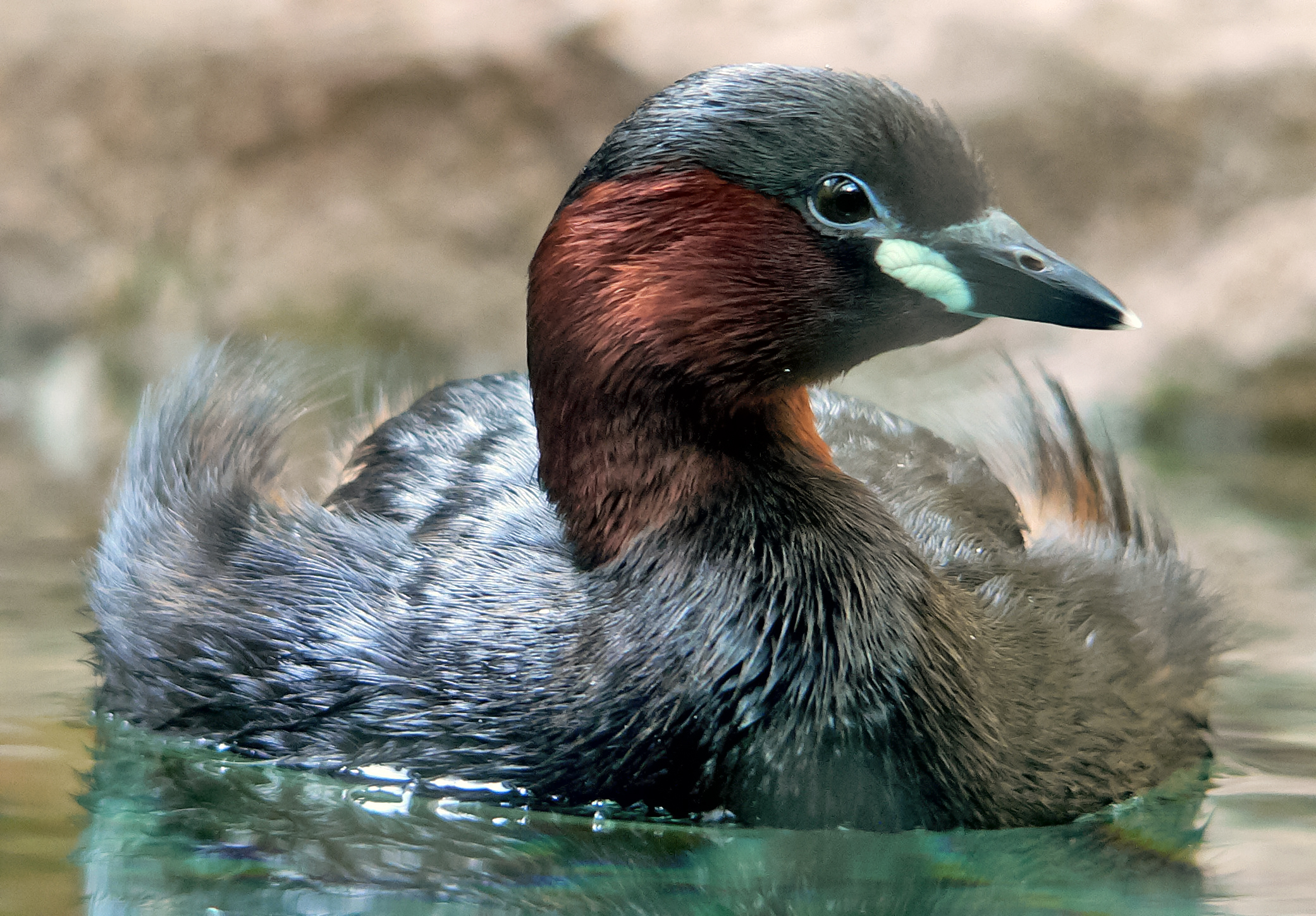
Potápka malá (Tachybaptus ruficollis)
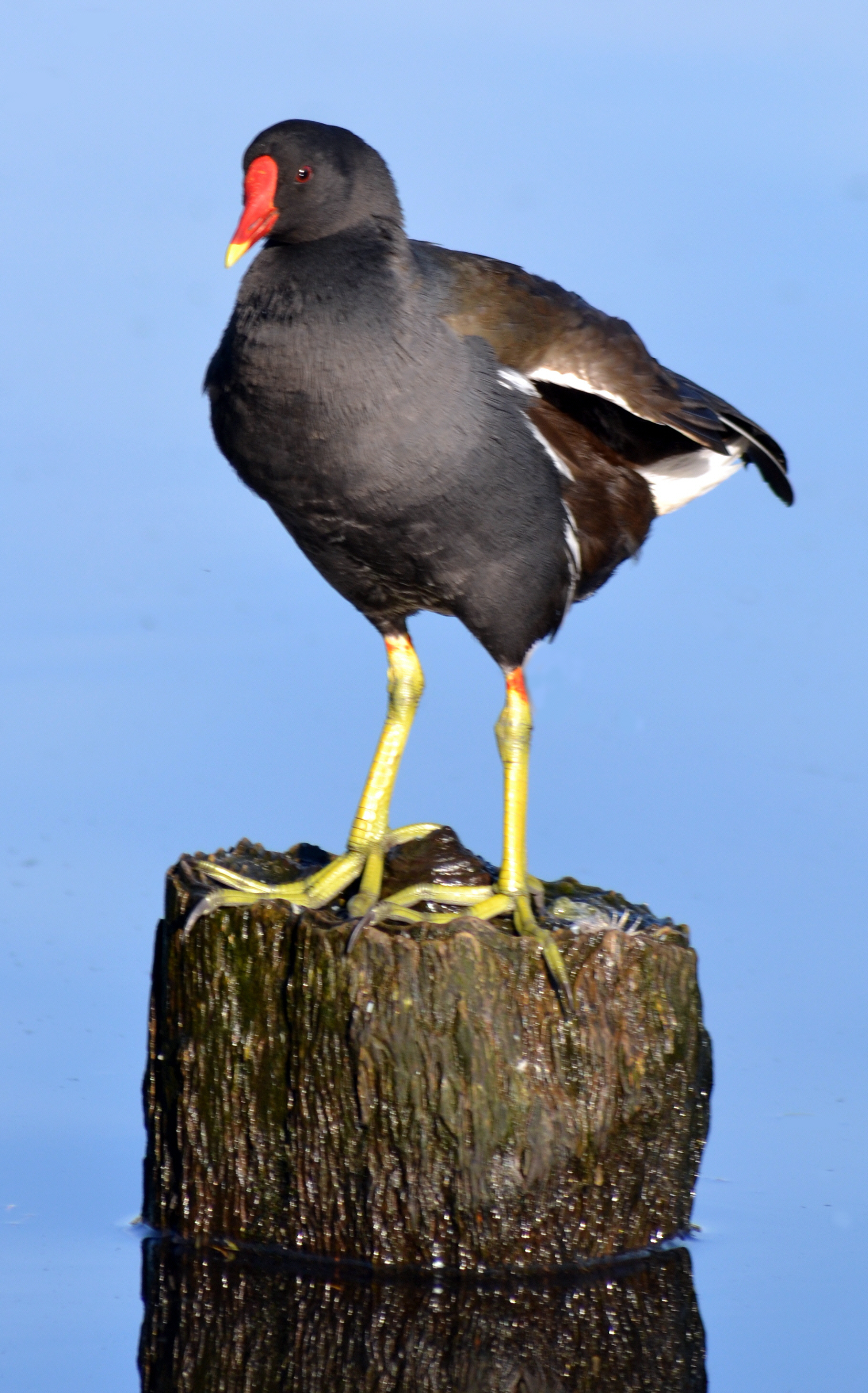
Slípka zelenonohá (Gallinula chloropus)

Mokřadní vegetace pak umožňuje výskyt obojživelníků:
- kuňka ohnivá (Bombina bombina),
- ropucha obecná (Bufo bufo),
- skokan zelený (Pelophylax esculentus) a
- čolek obecný (Lissotriton vulgaris)).

Obojživelníci na RN Ořech (ilustrační fotografie)
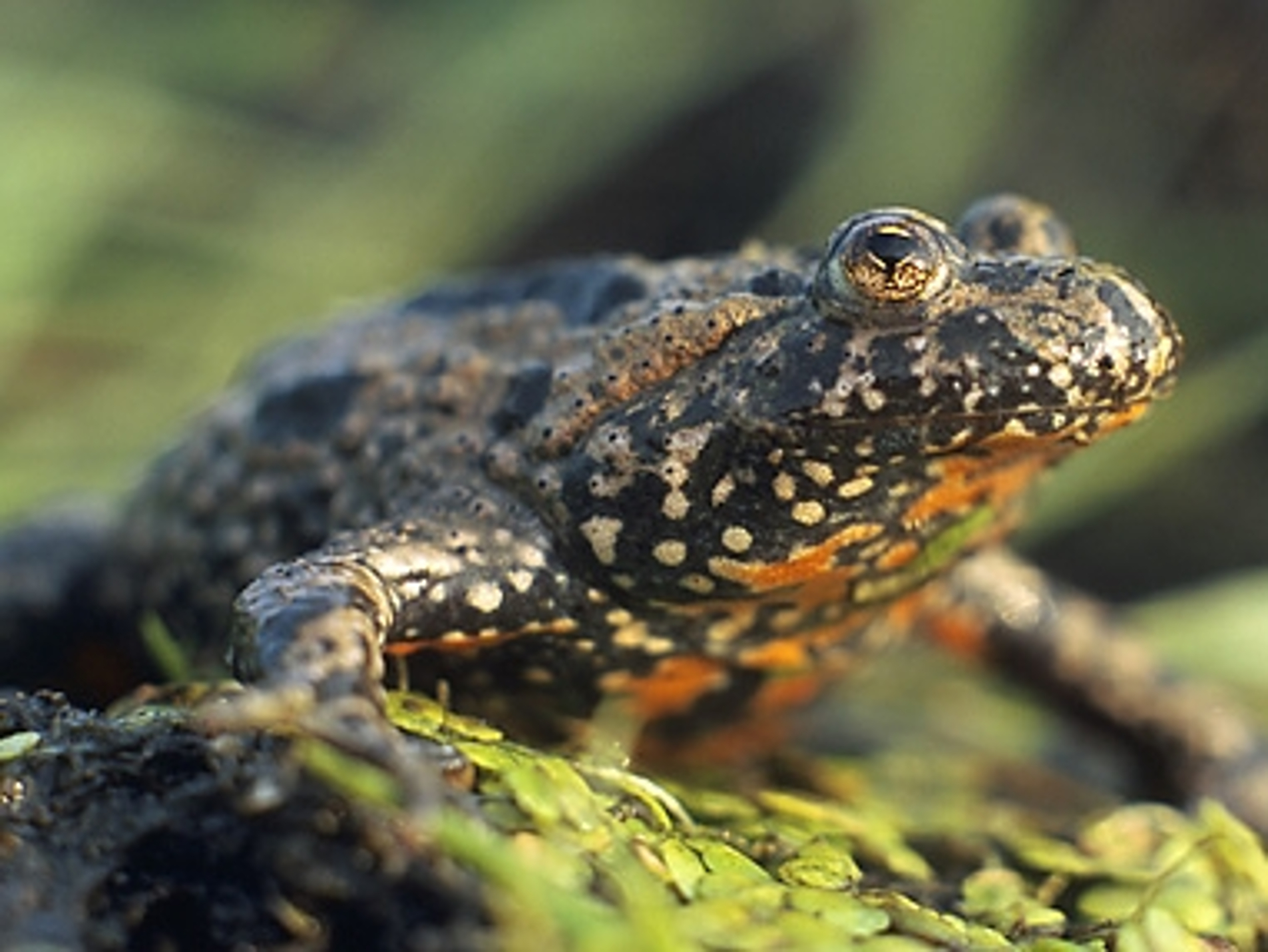
Kuňka ohnivá (Bombina bombina)
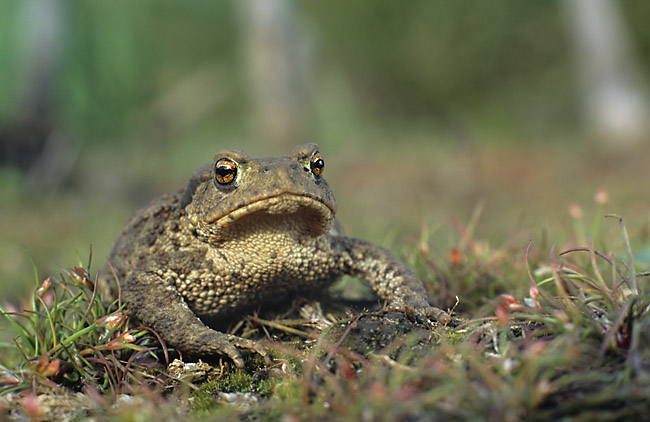
Ropucha obecná (Bufo bufo)
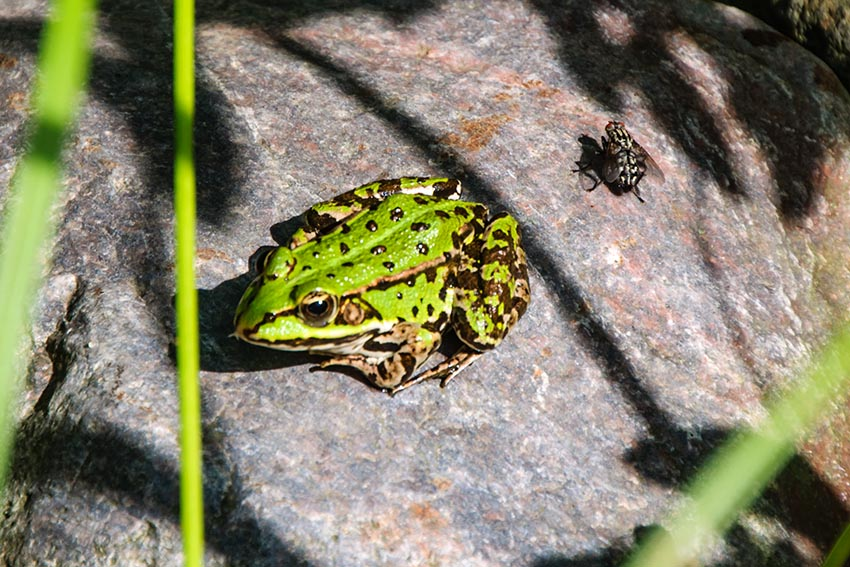
Skokan zelený (Pelophylax esculentus)
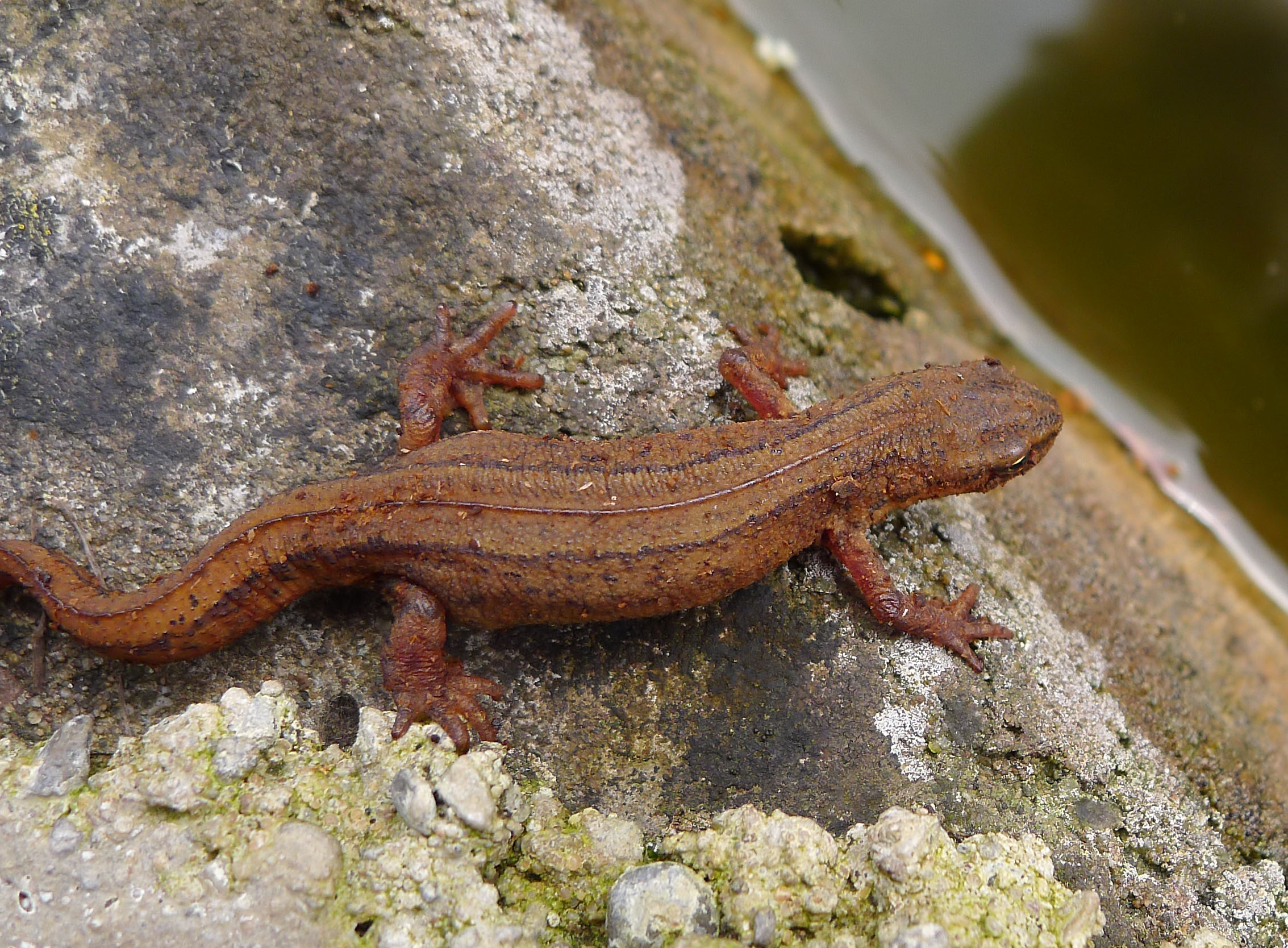
Čolek obecný (Lissotriton vulgaris)

Z plazů zde žije užovka obojková (Natrix natrix).

## Správa a údržba RN
Na RN Ořech je jednou za měsíc prováděn technickobezpečnostní dohled (prohlídka TBD) a v jeho rámci se provádí i kontrola všech objektů rybníka, je prováděno měření průhlednosti vody a pravidelné čištění česlí sdruženého objektu i nezbytná údržba zeleně a případný úklid.

## Chov ryb
Retenční nádrž Ořech je využívána jako komorový rybník k extenzivnímu chovu ryb (především plůdku kapra obecného). Nádrž je využívána Českým rybářským svazem (územním svazem města Prahy). Výlov nádrže se koná jedenkráte za rok (na jaře). Cílem extenzivního chovu ryb je vytvoření a udržení rovnováhy mezi rybí obsádkou a přirozeným vodním prostředím retenční nádrže Ořech.

## Technická data
- Katastrální území: Praha 13 – Řeporyje[1]
- Vodní tok: Ořešský potok
- ČHDP: 1 – 12 – 01 – 010[1][pozn. 2]
- Typ nádrže: průtočná[1]
- Účel nádrže: retenční, ekologický, krajinotvorný, chov ryb[1]
- Plocha hladiny: 10 060 m2[1]
- Objem nádrže: 9 650 m3[1]
- Typ vzdouvací stavby: sypaná zemní hráz[1]
- Výška vzdouvací stavby: asi 2,5 m[1]
- Vlastník: Hlavní město Praha[1]
- Správa: Lesy hlavního města Prahy[1]

## Galerie

Retenční nádrž Ořech (pohled z hráze)
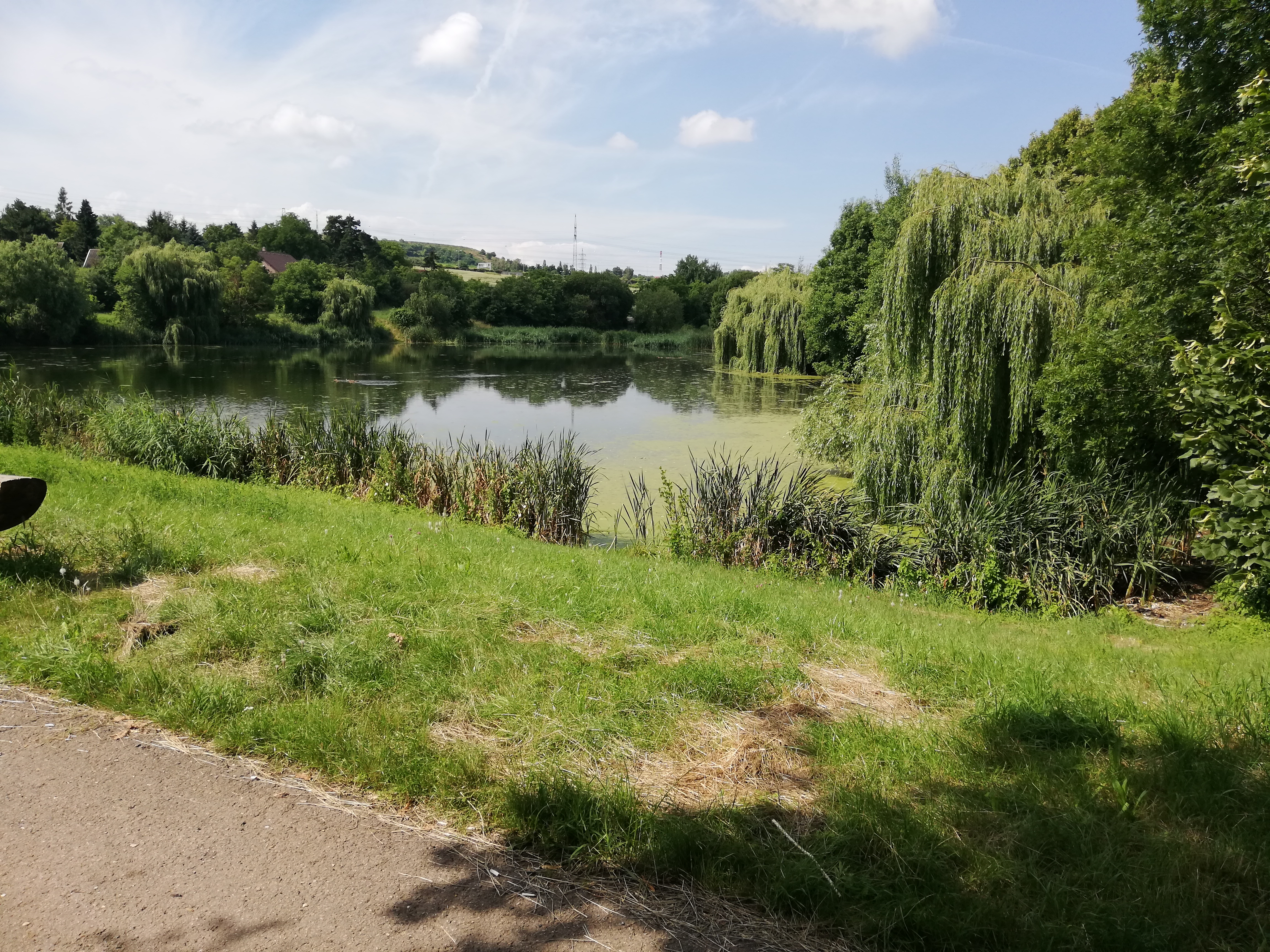
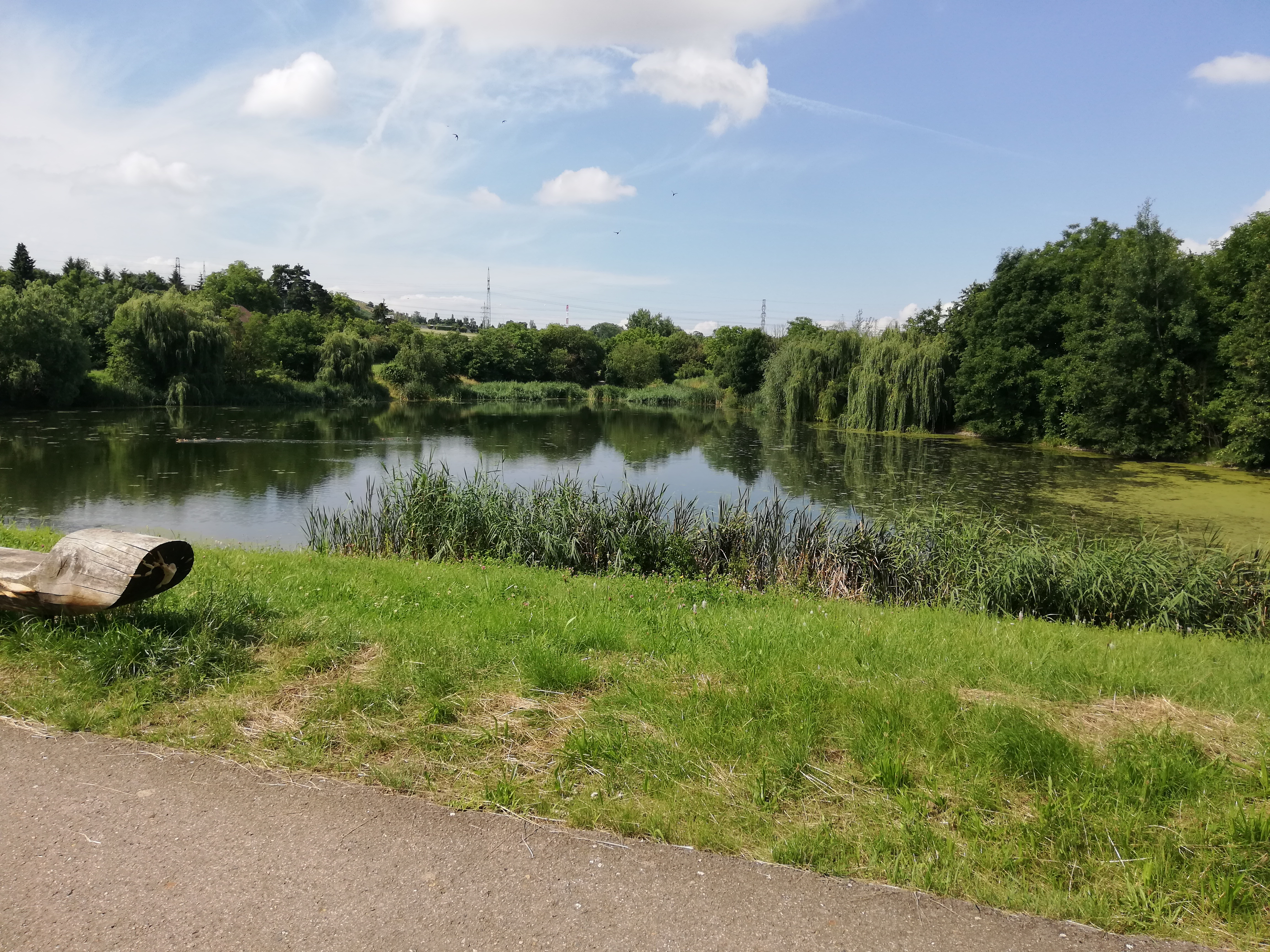
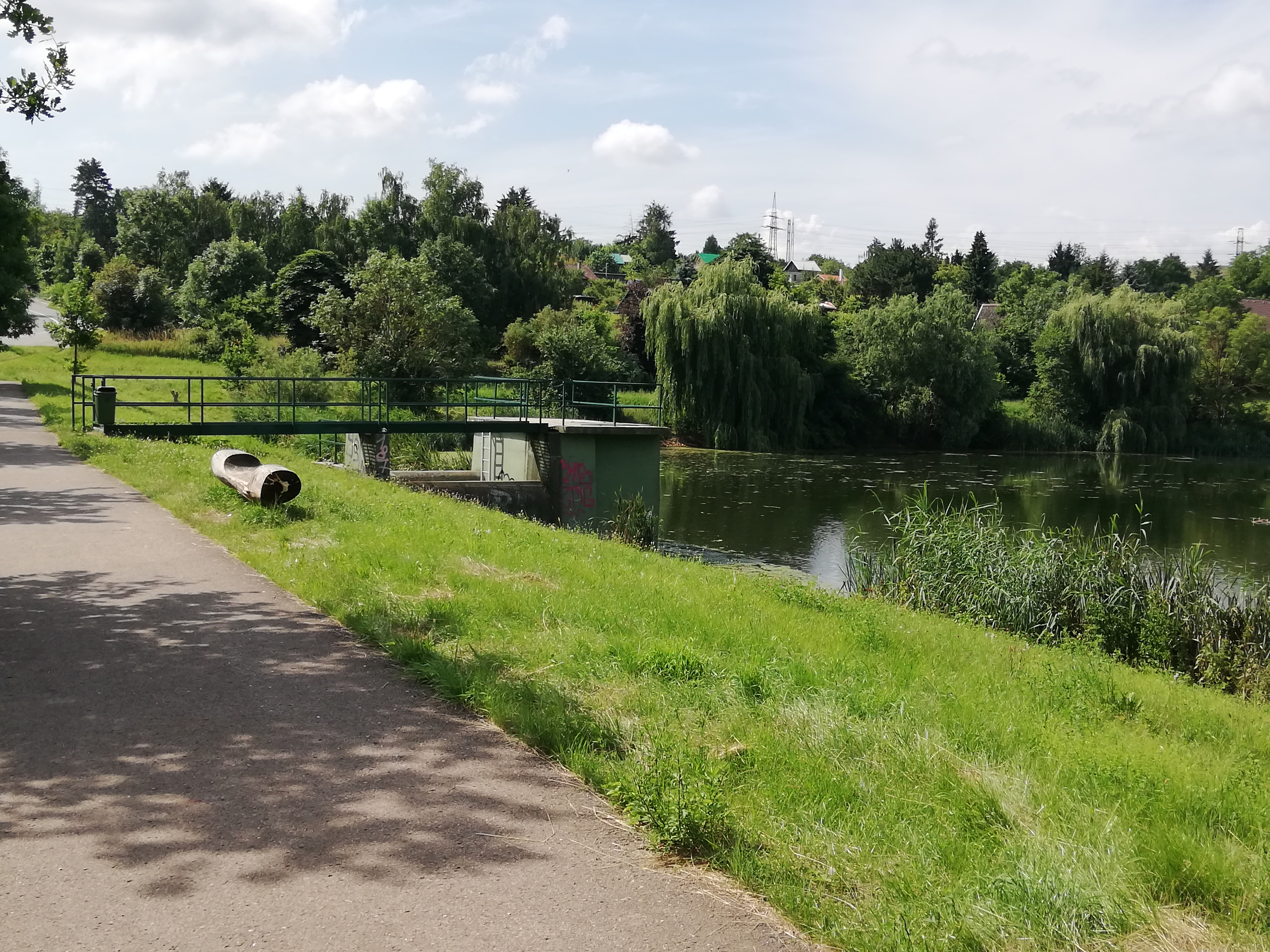
Hráz a sdružený objekt
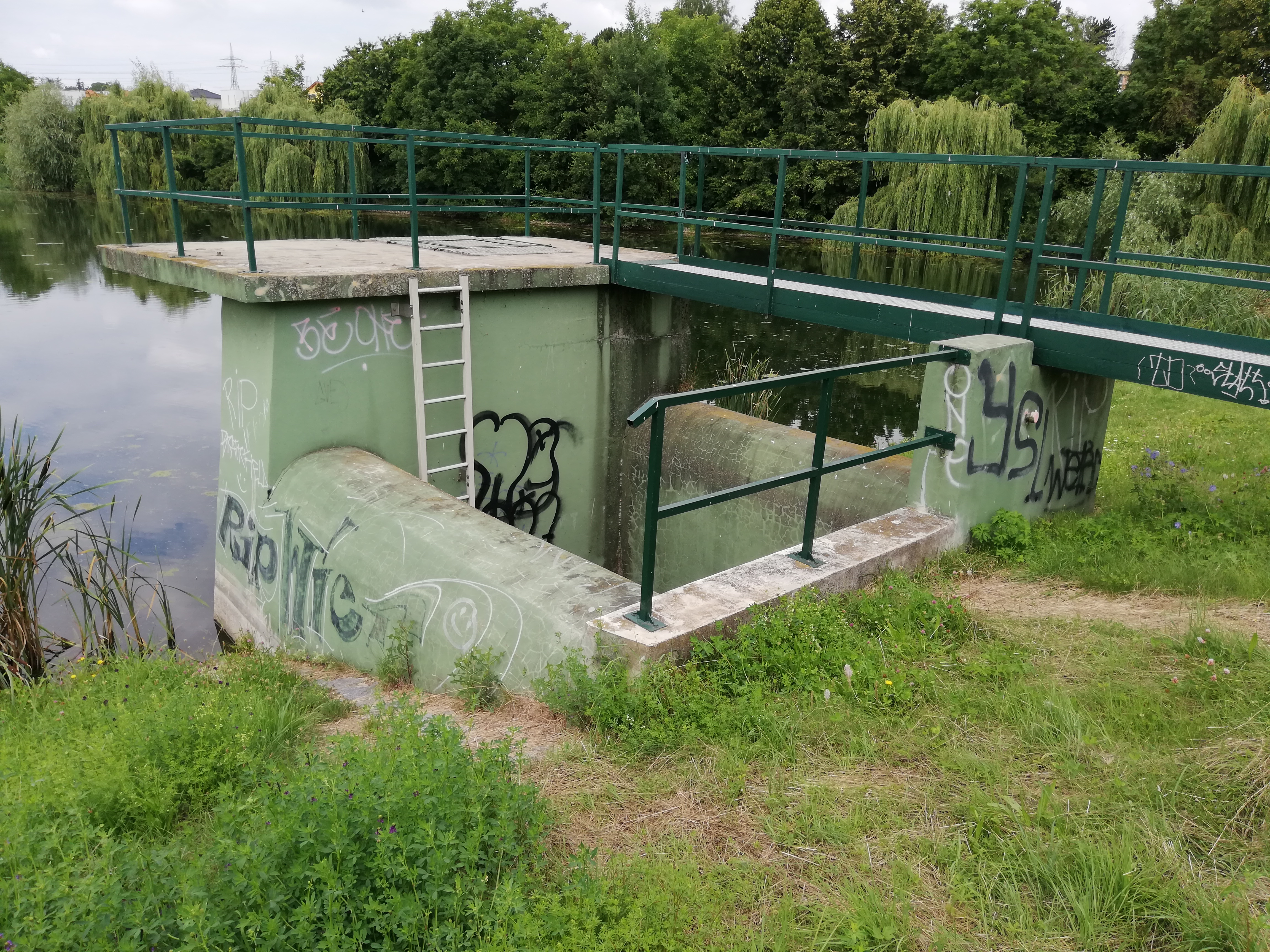
Detail sdruženého objektu